# Campeonato de Gales de Rugby 2004-05
El Campeonato de Rugby de Gales (Principality Premiership) de 2004-05 fue la decimoquinta edición del principal torneo de rugby de Gales.

## Sistema de disputa
El torneo se disputó en formato de todos contra todos en la que cada equipo enfrentó en condición de local y visitante a cada uno de sus rivales.
El equipo que al finalizar el torneo obtuviera mayor cantidad de puntos, se coronó como campeón del torneo, mientras que los últimos tres equipos descienden directamente a la División 2.
Puntuación
Para ordenar a los equipos en la tabla de posiciones se los puntuará según los resultados obtenidos.
- 3 puntos por victoria.
- 1 puntos por empate.
- 0 puntos por derrota.

## Clasificación
| Pos. | Equipo           | Encuentros | Encuentros | Encuentros | Encuentros | Tantos | Tantos | Tantos | Puntos |
| Pos. | Equipo           | PJ         | PG         | PE         | PP         | F      | C      | Dif    | Puntos |
| ---- | ---------------- | ---------- | ---------- | ---------- | ---------- | ------ | ------ | ------ | ------ |
| 1.º  | Neath            | 32         | 27         | 0          | 5          | 1208   | 401    | +807   | 81     |
| 2.º  | Newport          | 32         | 25         | 0          | 7          | 905    | 526    | +379   | 75     |
| 3.º  | Bridgend         | 32         | 23         | 0          | 9          | 736    | 475    | +261   | 69     |
| 4.º  | Llanelli         | 32         | 20         | 0          | 12         | 784    | 587    | +197   | 60     |
| 5.º  | Aberavon RFC     | 32         | 19         | 0          | 13         | 782    | 761    | +21    | 57     |
| 6.º  | Cross Keys       | 32         | 19         | 0          | 13         | 671    | 755    | -84    | 57     |
| 7.º  | Carmarthen Quins | 32         | 18         | 1          | 13         | 785    | 572    | +213   | 55     |
| 8.º  | Cardiff          | 32         | 18         | 0          | 14         | 835    | 659    | +176   | 54     |
| 9.º  | Swansea          | 32         | 17         | 2          | 13         | 840    | 731    | +109   | 53     |
| 10.º | Pontypridd       | 32         | 17         | 1          | 14         | 729    | 610    | +119   | 52     |
| 11.º | Ebbw Vale        | 32         | 14         | 0          | 18         | 644    | 819    | -175   | 42     |
| 12.º | Pontypool RFC    | 32         | 12         | 1          | 19         | 635    | 786    | -151   | 37     |
| 13.º | Bedwas           | 32         | 12         | 0          | 20         | 560    | 747    | -187   | 36     |
| 14.º | Llandovery       | 32         | 12         | 0          | 20         | 597    | 873    | -276   | 36     |
| 15.º | Caerphilly       | 32         | 8          | 0          | 24         | 685    | 945    | -260   | 24     |
| 16.º | Llanharan        | 32         | 4          | 1          | 27         | 548    | 1054   | -506   | 13     |
| 17.º | Newbridge        | 32         | 4          | 0          | 28         | 540    | 1183   | -643   | 12     |

|  | Campeón.                    |
|  | Descendido a la División 2. |

| Bandera de Gales |
| Campeón Neath    |
| Tercer título    |